# Le Cercueil
Le Cercueil település Franciaországban, Orne megyében. Lakosainak száma 145 fő (2022. január 1.). Le Cercueil Montmerrei, Tanville, La Bellière, La Lande-de-Goult és Mortrée községekkel határos.

## Népesség
A település népességének változása:
| Lakosok száma | 140  | 139  | 144  | 137  | 135  | 134  | 138  | 141  | 145  |
|               | 2013 | 2015 | 2016 | 2017 | 2018 | 2019 | 2020 | 2021 | 2022 |